# Leichtathletik-Europameisterschaften 2006/Medaillenspiegel
Dies ist der Medaillenspiegel der Leichtathletik-Europameisterschaften 2006, welche vom 6. bis zum 13. August im schwedischen Göteborg ausgetragen wurden. Bei identischer Medaillenbilanz sind die Länder auf dem gleichen Rang geführt und nach ihrer ausgeschriebenen Bezeichnung alphabetisch geordnet.
In zwei Wettbewerben, dem Stabhochsprung der Männer und dem 100-Meter-Hürdenlauf der Frauen, wurden jeweils zwei Silbermedaillen, dagegen keine Bronzemedaille vergeben.
Letzte Aktualisierung nach Veränderungen durch nachträgliche dopingbedingte Disqualifikationen: 8. Februar 2019
| Medaillenspiegel | Medaillenspiegel | Medaillenspiegel | Medaillenspiegel | Medaillenspiegel | Medaillenspiegel |
| Platz            | Land             | Gold             | Silber           | Bronze           | Gesamt           |
| ---------------- | ---------------- | ---------------- | ---------------- | ---------------- | ---------------- |
| 1                | Russland         | 12               | 12               | 11               | 35               |
| 2                | Deutschland      | 4                | 5                | 2                | 11               |
| 3                | Frankreich       | 4                | 1                | 2                | 7                |
| 4                | Spanien          | 3                | 3                | 5                | 11               |
| 5                | Belarus          | 3                | 2                | 1                | 6                |
| 6                | Schweden         | 3                | 1                | 2                | 6                |
| 7                | Belgien          | 3                | –                | –                | 3                |
| 8                | Portugal         | 2                | 1                | 1                | 4                |
| 9                | Finnland         | 2                | 1                | –                | 3                |
| 10               | Italien          | 2                | –                | 1                | 3                |
| 11               | Großbritannien   | 1                | 5                | 6                | 12               |
| 12               | Tschechien       | 1                | 2                | 1                | 4                |
| 13               | Griechenland     | 1                | 2                | –                | 3                |
| 14               | Bulgarien        | 1                | 1                | 1                | 3                |
| 14               | Niederlande      | 1                | 1                | 1                | 3                |
| 16               | Norwegen         | 1                | 1                | –                | 2                |
| 17               | Israel           | 1                | –                | –                | 1                |
| 17               | Lettland         | 1                | –                | –                | 1                |
| 17               | Litauen          | 1                | –                | –                | 1                |
| 20               | Polen            | –                | 3                | 4                | 7                |
| 21               | Ukraine          | –                | 1                | 2                | 3                |
| 22               | Estland          | –                | 1                | 1                | 2                |
| 23               | Dänemark         | –                | 1                | –                | 1                |
| 23               | Irland           | –                | 1                | –                | 1                |
| 23               | Luxemburg        | –                | 1                | –                | 1                |
| 23               | Schweiz          | –                | 1                | –                | 1                |
| 23               | Serbien          | –                | 1                | –                | 1                |
| 23               | Ungarn           | –                | 1                | –                | 1                |
| 29               | Rumänien         | –                | –                | 2                | 2                |
| 30               | Slowenien        | –                | –                | 1                | 1                |
| 30               | Türkei           | –                | –                | 1                | 1                |
|                  | Gesamt           | 47               | 49               | 45               | 141              |